# Донія Начшен
Донія (Доня) Естер Начшен (англ. Donia Nachshen, 22 січня 1903 – 1987) — народжена в Україні британська книжкова ілюстраторка і плакатистка. Найвідомішим її доробком став плакат, який вона була створила для британського уряду протягом Другої світової війни.

## Біографія

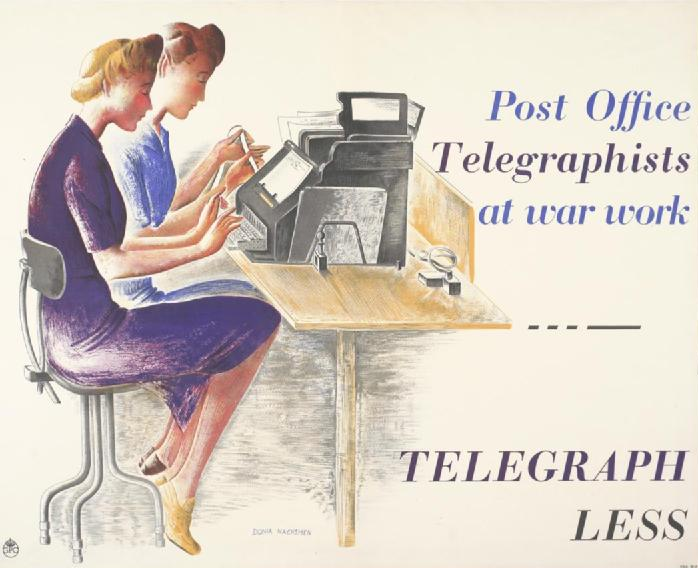
Telegraph Less (1943 рік) (Арт.IWM PST 4041)

Начшен народилася у 1903 році в місті Житомир, який тоді був частиною Російської Імперії, зараз — України, в єврейській родині. Після антисемітського погрому в місті в 1905 році сім'я вимушена була тікати з Житомира. Через деякий час зрештою Начшени емігрували до Лондона. Маленька Донія непогано вчилася в лондонській школі, пізніше вступила до Школи мистецтв Слейд(англ). У 1920-ті роки вона зарекомендувала себе як успішний книжковий дизайнер. Начшен ілюструвала переклади творів Артура Шніцлера і лауреата Нобелівської премії Анатоля Франса в стилі російського народного мистецтва з елементами ар-деко. Також нею ілюстрована версія єврейського тексту Агада у 1934 році, а пізніше і видання творів Оскара Вайлда та Семюеля Батлера.
Під час Другої світової війни, плакати Начшен друкуються у ряді солідних кампаній, наприклад, на замовлення Ради торгівлі(англ.) створює плакат «Make Do and Mend», а для Генерального поштамту(англ.) — «Telegraph Less». Вона також продовжувала у цей час працювати і над книжковими ілюстраціями. Так, із її ілюстраціями були видані кілька книжок: оповідання «Нотатки божевільного» за Н. В. Гоголем та у 1945 році збірка оповідань Федора Достоєвського. Сюди ж можна віднести і книгу Еніда Блайтона. Після війни, Начшен далі мешкаючи у Лондоні продовжувала ілюструвати різноманітні російські романи та вірші, друкувалася в основному у виданнях Constable & Co (англ.) та Lindsay Drummond. Для більшості російських новел, Начшен використовувала техніку гратаж за допомогою якої створювала приголомшливі ілюстрації, які нагадували стиль східно-європейської гравюри. Водночас дитячі книжки, зазвичай, вона ілюструвала пером у світлих тонах.

## Ілюстровані книги
До книг, ілюстрованих Начшен відносять:
- «Твори Анатоля Франса» Анатоль Франс, ([./https://en.wikipedia.org/wiki/Bodley_Head [Архівовано 3 березня 2019 у Wayback Machine.] Bodley Head], 1925)
- «Топсі Турви» В. Бартлетт (1927)
- «Рапсодія» Артур Шніцлер, (Constable, 1928)
- «Фройляйн Елс» Артур Шніцлер, (констебль, 1929)
- «Червона лілія» Анатоль Франс, (Бодлі Хед, 1930)
- «Аґада» (1934)
- «Шлях усякої плоті» Семюель Батлер, (Мис, 1936)
- «Книга любителів природи Еніда Блайтона» Енід Блайтон, ([./https://en.wikipedia.org/wiki/Evans_Brothers [Архівовано 15 лютого 2017 у Wayback Machine.] Evans Brothers], 1944)
- «Чорна ніч, червоний ранок» на Джеффрі Тріз, (1944)
- «Щоденник Божевільного» / «Невський проспект» Н. В. Гоголь, (Drummond, 1945)
- «Три казки» Ф. М. Достоєвський, (Drummond, 1945)
- «Дух музики» Олександр Блок, (Drummond, 1946)
- «Казки Бєлкіна» А. С. Пушкін, (Drummond, 1947)
- «Пушкін, Лермонтов, Тютчев; Вірші», (Drummond, 1947)
- «З дитинства» І. Одоертсера, (Constable)
- «Вірші в прозі» Іван Сергійович Тургенєв, (Drummond)

## Зовнішні посилання
- Твори Донії Начшен [Архівовано 6 березня 2019 у Wayback Machine.] у колекції Імперського військового музею.